# Фернандес, Хуан
Хуа́н Ферна́ндес (исп. Juan Fernández; 1536—1604) — испанский мореплаватель и первооткрыватель земель. 

## Биография
В 1563 году он за всего 30 дней доплыл из Кальяо в Перу до Вальпараисо в Чили. Слухи о его навигаторских способностях быстро распространились по всей Испании.
22 ноября 1574 году к западу от Чили он открыл архипелаг, именуемый сегодня в его честь. На его островах Фернандес оставил несколько коз в качестве продовольственного резерва. Когда на островах высадился Александр Селькирк, прототип литературного героя Робинзона Крузо, он обнаружил на острове популяцию этих коз. За прошедшее время они успели образовать отдельную породу, которая была бурого цвета и по сравнению со своими предками уменьшилась в размерах (что характерно для обитателей малых островов). В честь Хуана Фернандеса этот подвид сегодня называют козами Хуана Фернандеса.
Другими открытиями Хуана Фернандеса были острова Сан-Амбросио и Сан-Феликс, составляющие архипелаг Ислас-Десвентурадас.